# Yesterday (Black Eyed Peas)
Yesterday is een nummer van de Amerikaanse hiphopband Black Eyed Peas uit 2015. Het nummer werd speciaal uitgebracht om het 20-jarig bestaan van de band te vieren, en is het eerste nummer dat ze uitgebracht hebben na een pauze van vier jaar. 
In het nummer gaan Will.i.am, Apl.de.ap en Taboo terug naar hun roots. De voorgaande jaren maakten ze voornamelijk elektronische dancemuziek, maar Yesterday is een hiphopnummer. Het nummer is een hommage aan de oldschool-hiphop en aan de iconen uit dat genre, waaronder onder andere De La Soul, Run DMC, A Tribe Called Quest, Dr. Dre en LL Cool J. In het nummer worden ook samples van oude hiphopnummers gebruikt.
Opvallend is dat Black Eyed Peas-zangeres Fergie niet in het nummer te horen is en ook niet te zien is in de videoclip. In de media werd gespeculeerd dat ze de groep verlaten zou hebben, maar dat bleek achteraf niet te kloppen.
Will.i.am · Apl.de.ap · Taboo · Fergie